# E75号線
E75号線(E75ごうせん、英語: European route E75)は欧州自動車道路のAクラス幹線道路。
バレンツ海に面するノルウェーのヴァードーから、フィンランド、ポーランド、チェコ、スロヴァキア、ハンガリー、セルビア、マケドニアを経由してギリシャ、地中海のクレタ島のシチアまでを結んでいる。
EUの機構の一つである欧州復興機構はマケドニアのE75号線の修復に寄付している。

## 経路

### ノルウェー
- E75 : ヴァードー – ヴァドソー – ネッセビィ – ヴァランゲルボタン – ターナ - (フィンランド)

### フィンランド
- 国道4号線 : (ノルウェー) - ウツヨキ – イナリ – イヴァロ – ソダンキュラ – ロヴァニエミ – ケミ – オウル – ユヴァスキュラ – ヘイノラ – ラハティ – ヘルシンキ … (ポーランド)

ヘルシンキ・グダニスク間は海路である

### ポーランド
- 1 A1 S1: (フィンランド) … グダニスク – トルン – ウッチ – ピョートルクフ・トルィブナルスキ – ラドムスコ – カトヴィツェ – ビェルスコ＝ビャワ - (チェコ)

### チェコ
- R48 : (ポーランド) - チェスキー・チェシン
- I/11 : チェスキー・チェシン - (スロバキア)

### スロバキア
- I/11 : (チェコ) - ジリナ
- I/18 : ジリナ - D3
- D3 : I/18 - D1
- D1 : D3 - ブラチスラヴァ
- D2 : ブラチスラヴァ - (ハンガリー)

### ハンガリー
- 15 : スロバキア国境 - M1
- M1 : ジェール – ブダペスト
- M0 : ブダペスト
- M5 : ブダペスト - セゲド - (セルビア)

### セルビア
- 22 : ハンガリー国境 - スボティツァ – ノヴィ・サド – ベオグラード
- 1 : ベオグラード – ニシュ – レスコヴァツ – ヴラニェ - (マケドニア)

### マケドニア
- M1 : (セルビア) - クマノヴォ – スコピエ – ヴェレス – ゲヴゲリヤ - (ギリシャ)

### ギリシャ
- 1 : (マケドニア) - テッサロニキ – ラリサ – ラミア – アテネ

アテネ・ハニア間は海路である。
- 90 : ハニア – イラクリオン – アイオス・ニコラオス – シティア